# 平石 (福島市)
平石（ひらいし）は、福島県福島市の大字である。郵便番号は960-1103。

## 地理
福島市南西部の信夫地域に属し、地区内南東部に位置する。北で永井川と、北東で伏拝と、東で清水町と、南東で松川町浅川と、南で松川町関谷、松川町水原と、西で小田とそれぞれ隣接する。また、北側の小田、永井川の境界上に字塚田が飛地として位置している。概ね町村制施行以前の平石村の流れを汲む地域である。福島盆地南端部、平田川流域の平地と周囲の山間部を区域とし、平地では水田が広がり、南北に縦貫する市道沿いなどに民家が点在する。上町に所在する福島警察署及び上鳥渡に所在する福島南消防署信夫分署がそれぞれ管轄にあたる。

### 河川・湖沼
- 濁川（飛地部分）
  - 平田川
- 新沼
- 中沼
- 牛沼
- 赤柴沼
- 原高尾池

### 主な字
- 朝日舘
- 芦池
- 上原
- 兎田
- 牛坂
- 大縄
- 大平
- 石台森
- 石那坂
- 柿場
- 吉治下
- 窟沢
- 駒ケ池
- 上石
- 川袋
- 熊清水
- 上六角
- 柏平
- 砂羅目寄
- 信夫隠

- 下石
- 白砂
- 新田
- 堰ノ上
- 笹森
- 台
- 大山
- 壇子森
- 長屋敷
- 塚田
- 照内
- 天神前
- 中稲場
- 西久保
- 西ノ内
- 中石
- 八郎
- 原
- 原高屋
- 古屋敷

- 蛇石
- 町田
- 町畑
- 向久保
- 元寺
- 前新田
- 薬師堂
- 谷地
- 山発田
- 湯ケ原
- 柳沢
- 雷電前
- 六郎

## 歴史
- 1876年（明治9年） - 平沢村と石名坂村が統合され平石村が発足する。
- 1889年（明治22年）4月1日 - 町村制の施行により信夫郡平田村が発足。合併前の旧平石村域は平田村の大字となる。
- 1955年（昭和30年）3月1日 - 平田村が合併により信夫村となり、信夫村の大字となる。
- 1965年（昭和40年）6月1日 - 信夫村が福島市に編入され、福島市の大字となる。

## 世帯数と人口
2022年（令和4年）3月31日現在の世帯数と人口は以下の通りである。
| 大字 | 世帯数  | 人口  |
| ---- | ------- | ----- |
| 平石 | 280世帯 | 625人 |

## 小・中学校の学区
市立小・中学校に通う場合、学区は以下の通りとなる。
| 番地                 | 小学校             | 中学校             |
| -------------------- | ------------------ | ------------------ |
| 字塚田のうち濁川以北 | 福島市立大森小学校 | 福島市立信夫中学校 |
| 上記を除く全域       | 福島市立平石小学校 | 福島市立信夫中学校 |

## 交通

### 鉄道
JR東日本
- 東北新幹線
  - 福島トンネル
- 東北本線

### 道路
- 東北自動車道
- 国道4号福島南バイパス
- 福島県道148号水原福島線
- 福島市道46号小田金谷川線

## 施設
- 福島市立平石小学校
- 東北電力 福島変電所